# Pentax 645D
Die Pentax 645D ist eine digitale Spiegelreflexkamera im Mittelformat. Sie wurde am 10. März 2010 von Pentax vorgestellt und ist wetterfest.
Nachfolgemodell ist die Pentax 645Z, die im April 2014 herauskam.

## Nachweise
- Pentax 645D. In: Digital Photography Review. Abgerufen am 8. September 2014.